# Selección de fútbol sub-21 de Eslovenia
El selección de fútbol sub-21 de Eslovenia es el equipo nacional de fútbol sub-21 de Eslovenia controlado por la Asociación de Fútbol de Eslovenia.

## Jugadores

### Última convocatoria
Los siguientes jugadores fueron convocados para la Eurocopa Sub-21 de 2025.
 
| Nombre              | Posición       | Edad    | PJ | G   | Club               |
| ------------------- | -------------- | ------- | -- | --- | ------------------ |
| Martin Turk         | Guardameta     | 21 años | 23 | -20 | Ruch Chorzów       |
| Žan-Luk Leban       | Guardameta     | 22 años | 5  | -2  | Everton FC         |
| Lovro Štubljar      | Guardameta     | 20 años | 1  | 0   | NK Domžale         |
| Mitja Ilenič        | Defensa        | 20 años | 14 | 0   | New York City FC   |
| Srđan Kuzmić        | Defensa        | 21 años | 13 | 0   | Viborg FF          |
| Relja Obrić         | Defensa        | 19 años | 0  | 0   | Atalanta BC        |
| Lovro Golič         | Defensa        | 19 años | 0  | 0   | AS Roma            |
| Nino Milić          | Defensa        | 21 años | 5  | 0   | NK Domžale         |
| Žan Jevšenak        | Centrocampista | 20 años | 16 | 0   | UD Oliveirense     |
| Adrian Zeljković    | Centrocampista | 20 años | 13 | 2   | Spartak Trnava     |
| Tio Cipot           | Centrocampista | 20 años | 16 | 8   | Grazer AK          |
| Svit Sešlar         | Centrocampista | 20 años | 18 | 1   | NK Celje           |
| Edvin Krupić        | Centrocampista | 20 años | 1  | 0   | NK Domžale         |
| Marcel Lorber       | Centrocampista | 21 años | 1  | 0   | NK Domžale         |
| Sandro Jovanović    | Centrocampista | 23 años | 3  | 0   | FC Koper           |
| Luka Topalović      | Centrocampista | 19 años | 0  | 0   | Inter de Milán     |
| Martin Pečar        | Centrocampista | 22 años | 11 | 0   | NK Bravo           |
| Marko Brest         | Centrocampista | 23 años | 14 | 0   | Olimpija Ljubljana |
| Enrik Ostrc         | Centrocampista | 22 años | 15 | 0   | Helmond Sport      |
| Jošt Pišek          | Centrocampista | 23 años | 12 | 1   | NŠ Mura            |
| Tjaš Begić          | Delantero      | 21 años | 16 | 3   | Frosinone Calcio   |
| Dino Kojić          | Delantero      | 20 años | 5  | 0   | Olimpija Ljubljana |
| Jaka Čuber Potočnik | Delantero      | 19 años | 2  | 0   | 1. FC Köln         |
| Andrej Razdrh       | Entrenador     | 48 años |    |     |                    |

## Estadísticas

### Eurocopa Sub-21
| Eurocopa Sub-21 | Eurocopa Sub-21 | Eurocopa Sub-21 | Eurocopa Sub-21 | Eurocopa Sub-21 | Eurocopa Sub-21 | Eurocopa Sub-21 | Eurocopa Sub-21 |              | Clasificación | Clasificación | Clasificación | Clasificación | Clasificación | Clasificación |
| Año             | Ronda           | PJ              | PG              | PE              | PP              | GF              | GC              | PP           | PG            | PE            | PP            | GF            | GC            |               |
| --------------- | --------------- | --------------- | --------------- | --------------- | --------------- | --------------- | --------------- | ------------ | ------------- | ------------- | ------------- | ------------- | ------------- | ------------- |
| 1994            | No Participó    | No Participó    | No Participó    | No Participó    | No Participó    | No Participó    | No Participó    | No Participó | No Participó  | No Participó  | No Participó  | No Participó  | No Participó  |               |
| 1996            | No Clasificó    | No Clasificó    | No Clasificó    | No Clasificó    | No Clasificó    | No Clasificó    | No Clasificó    | 10           | 6             | 1             | 3             | 19            | 12            |               |
| 1998            | No Clasificó    | No Clasificó    | No Clasificó    | No Clasificó    | No Clasificó    | No Clasificó    | No Clasificó    | 8            | 3             | 0             | 5             | 9             | 13            |               |
| 2000            | No Clasificó    | No Clasificó    | No Clasificó    | No Clasificó    | No Clasificó    | No Clasificó    | No Clasificó    | 10           | 1             | 5             | 4             | 10            | 19            |               |
| 2002            | No Clasificó    | No Clasificó    | No Clasificó    | No Clasificó    | No Clasificó    | No Clasificó    | No Clasificó    | 8            | 2             | 2             | 4             | 10            | 10            |               |
| 2004            | No Clasificó    | No Clasificó    | No Clasificó    | No Clasificó    | No Clasificó    | No Clasificó    | No Clasificó    | 8            | 2             | 3             | 3             | 4             | 7             |               |
| 2006            | No Clasificó    | No Clasificó    | No Clasificó    | No Clasificó    | No Clasificó    | No Clasificó    | No Clasificó    | 12           | 4             | 4             | 4             | 13            | 15            |               |
| 2007            | No Clasificó    | No Clasificó    | No Clasificó    | No Clasificó    | No Clasificó    | No Clasificó    | No Clasificó    | 2            | 1             | 0             | 1             | 1             | 2             |               |
| 2009            | No Clasificó    | No Clasificó    | No Clasificó    | No Clasificó    | No Clasificó    | No Clasificó    | No Clasificó    | 8            | 1             | 2             | 5             | 4             | 13            |               |
| 2011            | No Clasificó    | No Clasificó    | No Clasificó    | No Clasificó    | No Clasificó    | No Clasificó    | No Clasificó    | 8            | 2             | 2             | 4             | 6             | 10            |               |
| 2013            | No Clasificó    | No Clasificó    | No Clasificó    | No Clasificó    | No Clasificó    | No Clasificó    | No Clasificó    | 10           | 6             | 2             | 2             | 15            | 8             |               |
| 2015            | No Clasificó    | No Clasificó    | No Clasificó    | No Clasificó    | No Clasificó    | No Clasificó    | No Clasificó    | 10           | 5             | 2             | 3             | 29            | 11            |               |
| 2017            | No Clasificó    | No Clasificó    | No Clasificó    | No Clasificó    | No Clasificó    | No Clasificó    | No Clasificó    | 10           | 5             | 0             | 5             | 18            | 11            |               |
| 2019            | No Clasificó    | No Clasificó    | No Clasificó    | No Clasificó    | No Clasificó    | No Clasificó    | No Clasificó    | 10           | 4             | 4             | 2             | 14            | 12            |               |
| 2021            | Fase de grupos  | 3               | 0               | 1               | 2               | 1               | 8               | Anfitrión    | Anfitrión     | Anfitrión     | Anfitrión     | Anfitrión     | Anfitrión     |               |
| 2023            | No Clasificó    | No Clasificó    | No Clasificó    | No Clasificó    | No Clasificó    | No Clasificó    | No Clasificó    | 10           | 4             | 4             | 2             | 11            | 7             |               |
| Total           | Fase de grupos  | 3               | 0               | 1               | 2               | 1               | 8               | 124          | 46            | 31            | 47            | 163           | 150           |               |

## Gerentes
| fechas        | Nombre           |
| ------------- | ---------------- |
| 1993–1994     | Zdenko Verdenik  |
| 1994–1997     | Drago Kostanjšek |
| 2004          | Branko Oblak     |
| 2004-2007     | Branko Zupan     |
| 2008-2014     | Tomaž Kavčič     |
| 2014          | Roberto Englaro  |
| 2015-2020     | Primož Gliha     |
| 2020-presente | Milenko Ačimovič |